# فلاش (مسلسل)
فلاش هو مسلسل رسوم متحركة مصري عرض في شهر رمضان لعام 2022 على منصة شاهد.نت. المسلسل مبني على سلسلة فلاش للكاتب خالد الصفتي.

## طاقم العمل
- محمود مبروك بدور خليل البخيل- عباس
- مصطفى بسيوني بدور ( الحج شطنوفي / شوقي / عباس بيه الشوربجي )[3] بدور الحج شطنوفي[4]
- شريف حمدي بدور المواطن المطحون (منسي أفندي)
- حنان بغدادي بدور ميدو
- عمر عصام بدور (علام / حريص / نظير / البحار الغبي (زيكو))
- أحمد السيد بدور حاتم الطائي
- مصطفى لولح بدور العالم مفهوم
- محمد عثمان بدور (العالم عزيز - الرعيوطي - هرقل)
- أشرف مهدي بدور المفتش فولومبو
- شريف عبد الفتاح بدور الكابن غريق
- رحاب سعيد حنفي بدور سوزي
- هبة الجمال بدور عدلات
- نيرمين فتحي بدور فطومة
- همت مصطفى بدور شيرين